# Symplocos tubulifera
Symplocos tubulifera är en tvåhjärtbladig växtart som beskrevs av George King och Urban. Symplocos tubulifera ingår i släktet Symplocos och familjen Symplocaceae. Inga underarter finns listade i Catalogue of Life.